# Dombühl
Dombühl là một đô thị ở huyện Ansbach bang Bayern nước Đức. Đô thị Dombühl có diện tích 17,9 km², dân số thời điểm ngày 31 tháng 12 năm 2006 là 1678 người.